# گره آسلر
گره‌های آسلر (انگلیسی: Osler's nodes) یک ضایعه دردناک، برجسته و قرمز جلدی است که در دست خا و پاخا یافت می‌شود. این ضایعات پوستی با آندوکاردیت عفونی تحت حاد در ارتباط هستند و علت بروزشان رسوب کمپلکس ایمنی است. گاهی به این ضایعات نشانهٔ آسلر هم می‌گویند که نباید آن را با پرفشاری کاذب خون (که به آن هم نشانهٔ آسلر می‌گویند) اشتباه گرفت.این نشانه در ۱۰–۲۵٪ بیماران مبتلا به آندوکاردیت مشاهده می‌شود. در آندوکاردیت عفونی یک نشانه مشابه دیگر در دست و پاها وجود دارد که به آن ضایعه جین‌وی می‌گویند اما فرقش با ضایعات آسلر آن است که درد ندارند.
گره‌های آسلر در موارد زیر نیز مشاهده می‌شود:
- لوپوس اریتماتوس
- آندوکاردیت ترومبوتیک غیر باکتریایی
- عفونت با نایسریا گونوره‌آ
- دیستال به کاتتر شریانی عفونی‌شده

گره‌های آسلر به افتخار پزشک برجسته و نامدار کانادایی سِـر ویلیام آسلر که آنها را در اوایل قرن بیستم توصیف کرد، نام‌گذاری شده‌اند. ویلیام آسلر این گره‌ها را به صورت «نقاط اپی‌درمی زودگذر اریتم برجستهٔ دردناک، عمدتاً در پوست دست‌ها و پاها» توصیف کرد.